# HD-DVD Player
HD- DVD Player är ett tillbehör till TV-spelskonsolen Xbox 360 från Microsoft. Enheten är tänkt att användas för att spela upp filmer lagrade på HD-DVD-skivor. Uppspelning av filmer sker via en Xbox 360 konsol. Äldre Xbox 360-konsoler saknar möjligheten att kopplas till en bildskärm via HDMI och kan därför inte visa filmerna i dess fulla upplösning.
Enheten kan trots att den är tänkt att vara ett tillbehör till Xbox 360 även kopplas till en dator via USB 2.0. Mac OS X och Windows Vista känner igen enheten medan Windows XP endast känner igen enheten som en DVD-drive. Windows XP behöver drivrutiner som inte finns med i grundutförandet av operativsystemet.
Eftersom HD-DVD-spelaren inte är inbyggd i själva spelkonsolen kan den eventuellt tänkas kompletteras även med en lös Blu-ray-spelare .
Som en följd av att Toshiba lagt ner utveckling och produktion av HD-DVD spelare kommer även Microsoft att sluta med tillverkning av detta tillbehör .
Det har vid ett flertal tillfällen cirkulerat rykten om en ersättare som läser Blu-ray skivor, alla dessa rykten har förnekats eller lämnats utan kommentar av Microsoft. Man trodde det skulle komma ut med 60gb-versionen men Microsoft nekade ännu en gång och den kom inte med 60gb-versionen. Därför lämnas det åt sidan och Microsoft tänker hellre på nedladdning av filmer som påbörjas den 19 november med Netflix.